# Кумаонський інженерний коледж
Кумаонський інженерний коледж (англ. Kumaon Engineering College, KECm гінді कुमाँयू इंजिनीयरिंग कॉलेज) — автономний інженерний і технологічний інститут у містечку Дварахат в окрузі Алмора індійського штату Уттаракханд, заснований в 1991 році з метою покращення технологічного розвитку штату. Інститут фінансується виключно урядом штату та керується Радою губернаторів при міністрі технічного розвитку.